# Storm (Victor Crone)
Storm è un singolo del cantante svedese Victor Crone, pubblicato il 21 dicembre 2018 su etichetta discografica Star Management. È stato scritto dallo stesso interprete insieme a Stig Rästa, Vallo Kikas e Fred Krieger.
Il brano ha vinto il programma Eesti Laul, guadagnando il diritto a rappresentare l'Estonia all'Eurovision Song Contest 2019 a Tel Aviv, in Israele. Dopo essersi qualificato dalla prima semifinale del 14 maggio, si è esibito per diciottesimo nella finale del 18 maggio successivo. Qui si è classificato al 20º posto su 26 partecipanti con 76 punti totalizzati, di cui 48 dal televoto e 28 dalle giurie.

## Tracce
1. Storm – 3:05

## Classifiche
| Classifica (2019) | Posizione massima |
| ----------------- | ----------------- |
| Estonia           | 3                 |
| Lituania          | 56                |
| Svezia            | 39                |
| Svizzera          | 91                |